# Zotalemimon
Zotalemimon is een kevergeslacht uit de familie van de boktorren (Cerambycidae). De wetenschappelijke naam van het geslacht werd voor het eerst geldig gepubliceerd in 1925 door Pic.

## Soorten
Zotalemimon omvat de volgende soorten:
- Zotalemimon bhutanum (Breuning, 1975)
- Zotalemimon biapicatum (Breuning, 1940)
- Zotalemimon biplagiatum (Breuning, 1940)
- Zotalemimon borneoticum (Breuning, 1969)
- Zotalemimon chapaensis (Breuning, 1966)
- Zotalemimon ciliatum (Gressitt, 1942)
- Zotalemimon costatum (Matsushita, 1933)
- Zotalemimon flavolineatum (Breuning, 1975)
- Zotalemimon formosanum (Breuning, 1975)
- Zotalemimon fossulatum (Breuning, 1943)
- Zotalemimon lineatoides (Breuning, 1969)
- Zotalemimon luteonotatum (Pic, 1924)
- Zotalemimon malinum (Gressitt, 1951)
- Zotalemimon obscurior (Breuning, 1940)
- Zotalemimon posticatum (Gahan, 1894)
- Zotalemimon procerum (Pascoe, 1859)
- Zotalemimon puncticollis (Breuning, 1949)
- Zotalemimon strandi (Breuning, 1940)
- Zotalemimon subglabratum (Gressitt, 1938)
- Zotalemimon subpuncticollis (Breuning, 1965)
- Zotalemimon vitalisi (Pic, 1938)